# Joe Mazzulla
Joseph Mazzulla (né le 30 juin 1988 à Johnston dans le Rhode Island) est un entraîneur de basket-ball professionnel américain. Il est l'entraîneur principal des Celtics de Boston de la National Basketball Association (NBA).

## Carrière au lycée

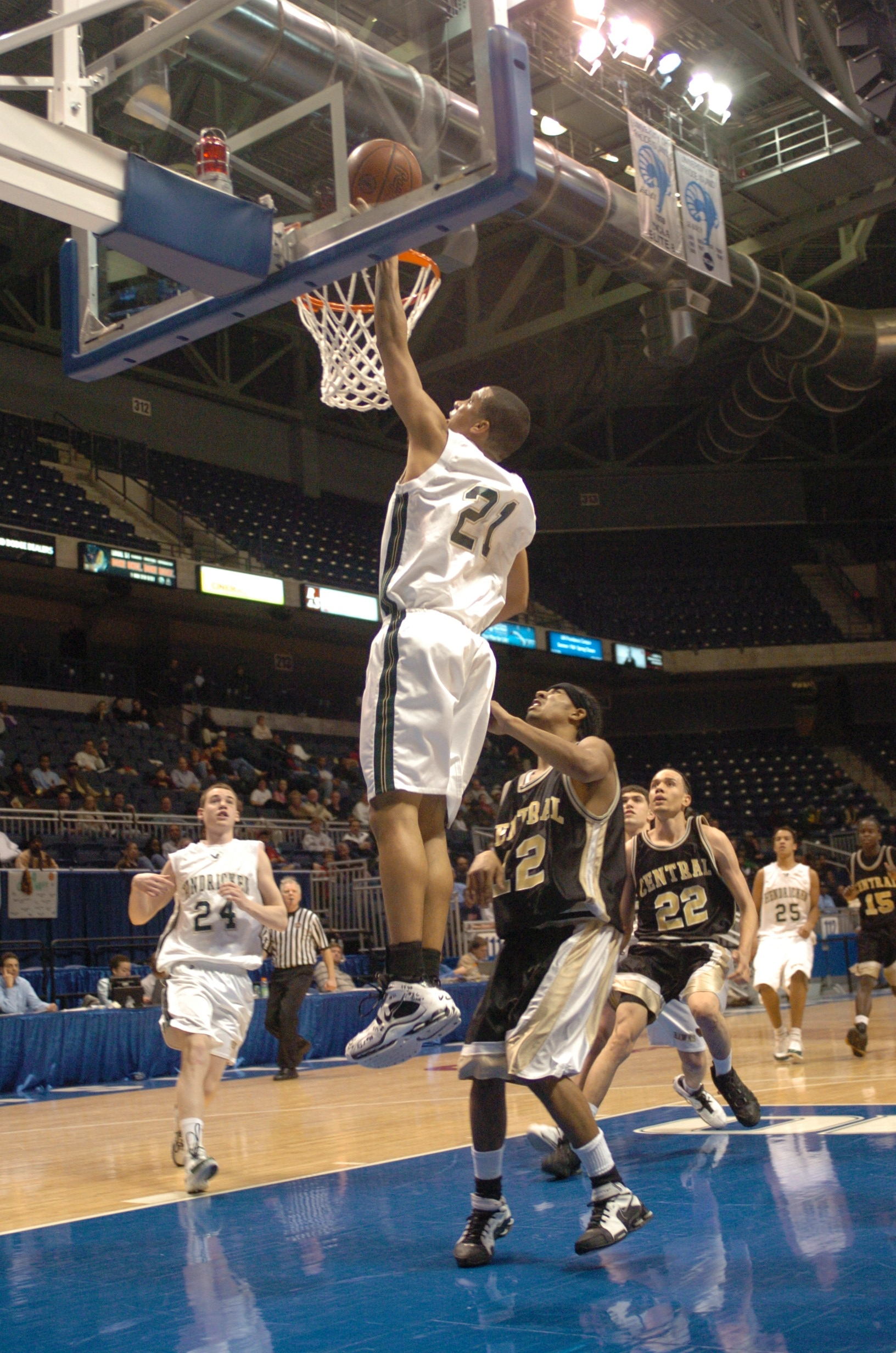
Joe Mazzulla jouant au basket-ball dans le match de championnat d'État du lycée de la division I en 2005.

Mazzulla fréquente le lycée Bishop Hendricken au Rhode Island, où il fait partie de la meilleure équipe des États-Unis. Mazzulla remporte trois titres d'État à Bishop Hendricken, avec son troisième en tant que senior sur un tir de dernière seconde.

## Carrière universitaire
En tant qu'étudiant de première année avec les Mountaineers de la Virginie-Occidentale, Mazzulla aide son équipe à remporter le National Invitation Tournament 2007 sous la direction de l'entraîneur John Beilein. Lors du tournoi final NCAA 2008, Mazzulla inscrit 13 points, prend 11 rebonds et fait 8 passes décisives lors d'une victoire face à Duke au deuxième tour. Il est contraint de déclarer forfait pour la saison 2008-2009 en raison d'une blessure à l'épaule subie contre les Rebels d'Ole Miss, car sa plaque de croissance n'a jamais fusionné avec son épaule. Mazzulla ne sait pas s'il rejouera un jour, mais il s'entraîne deux heures par jour et subit une intervention chirurgicale risquée.
En avril 2009, Mazzulla est arrêté pour tapage dans un bar de Morgantown, Virginie-Occidentale et est suspendu par l'entraîneur Bob Huggins (en). En tant que junior, Mazzulla est nommé capitaine et aide les Mountaineers à atteindre le Final Four 2010 où les Mountaineers perdent contre Duke, les futurs champions. Il marque 17 points dans une victoire surprise lors du Elite Eight face aux Wildcats du Kentucky. En tant que senior, Mazzulla récolte en moyenne 7,7 points et 3,8 rebonds par match.
Au cours de sa carrière universitaire, Mazzulla marque 700 points et distribue 340 passes décisives.

## Carrière d'entraîneur

### Carrière d'entraîneur universitaire
Peu de temps après avoir obtenu son diplôme universitaire, Mazzulla se voit offrir un poste d'entraîneur de l'équipe universitaire de la Nova Southeastern University, mais le refuse pour poursuivre d'autres opportunités professionnelles. Il ne trouve aucune opportunité appropriée à l'étranger et, en septembre 2011, Mazzulla rejoint l'université d'État de Glenville (en) (division II) en tant qu'entraîneur adjoint. Il est embauché comme entraîneur adjoint de l'équipe universitaire (division II) de l'université d'État de Fairmont sous Jerrod Calhoun (en) en 2013. Au cours de la saison 2016-2017, Mazzulla est entraîneur-adjoint pour les Red Claws du Maine de la NBA G League. Il est nommé entraîneur principal de l'université d'État de  Fairmont en mars 2017. À sa deuxième saison, Mazzulla mène l'équipe à un bilan de 22-9 et à une apparition dans le tournoi NCAA Division II 2019, où ils perdent au premier tour contre l'équipe de l'université Mercyhurst (en), 63-60, en prolongation.

### Celtics de Boston
En juin 2019, Mazzulla est embauché comme entraîneur adjoint des Celtics de Boston. Il est nommé entraîneur-chef par intérim des Celtics après la suspension d'Ime Udoka pour toute la saison NBA 2022-2023 le 22 septembre 2022,. Le 1er décembre 2022, Mazzulla est nommé entraîneur du mois de la Conférence de l'Est pour octobre et novembre, après que les Celtics aient commencé leur saison avec un bilan de 18-4, le meilleur de la ligue. Le 30 janvier 2023, il est nommé entraîneur principal de l'équipe Giannis pour le NBA All-Star Game 2023. Le 16 février, les Celtics nomment officiellement Mazzulla comme entraîneur principal et lui font signer une prolongation de contrat,
Au cours de la saison 2023-2024, Mazzulla remporte à deux reprises le titre d’entraîneur du mois de la conférence Est, en décembre et en mars,. Avec un total de 64 victoires, les Celtics réalisent leur première saison à plus de 60 victoires depuis 2009 et obtiennent la première place au classement général de la NBA ainsi que l'avantage du terrain pour l'intégralité des playoffs. Les Celtics ont ensuite battu le Heat de Miami et les Cavaliers de Cleveland en cinq matchs lors du premier tour et demi-finale de la conférence Est. Après avoir éliminé les Pacers de l'Indiana, 4-0 lors des finales de conférence, Mazzulla, âgé de 35 ans, est devenu le plus jeune entraîneur en chef à avoir atteint les Finales NBA depuis Bill Russell en 1969. Le 17 juin 2024, l'équipe de Mazzulla battent les Mavericks de Dallas au terme du cinquième match des Finales NBA 2024, permettant à ce dernier de remporter son premier titre NBA et le 18e titre de la franchise des Celtics de Boston. Mazzulla est également devenu le plus jeune entraîneur principal à remporter les Finales NBA depuis Russell.
Lors de la saison 2024-2025, il accède de nouveau aux playoffs avec son équipe, en obtenant la seconde place de la conférence. Malheureusement, avec la perte de Jayson Tatum d'une rupture du tendon d'Achille, les Celtics se voient diminuer et perdent face aux Knicks de New York en demi-finale de conférence.
Le 8 août 2025, il signe une extension de son contrat pour plusieurs années.

## Palmarès

### Entraîneur
- Champion NBA en 2024 avec les Celtics de Boston.
- Entraîneur du NBA All-Star Game en 2023.

## Statistiques en tant qu'entraîneur
| Entraîneur de l'année | Champion NBA | Participation en playoffs |

| Équipe | Année     | Saison régulière | Saison régulière | Saison régulière | Saison régulière | Saison régulière           | Playoffs | Playoffs  | Playoffs | Playoffs | Playoffs                                                           |
| Équipe | Année     | Matchs           | Victoires        | Défaites         | %                | Classement                 | Matchs   | Victoires | Défaites | %        | Résultat                                                           |
| ------ | --------- | ---------------- | ---------------- | ---------------- | ---------------- | -------------------------- | -------- | --------- | -------- | -------- | ------------------------------------------------------------------ |
| Boston | 2022-2023 | 82               | 57               | 25               | 69,5             | 1er en division Atlantique | 20       | 11        | 9        | 55,0     | Défaite contre le Heat de Miami en finale de conférence            |
| Boston | 2023-2024 | 82               | 64               | 18               | 78               | 1er en division Atlantique | 19       | 16        | 3        | 84,2     | Champion NBA                                                       |
| Boston | 2024-2025 | 82               | 61               | 21               | 74,4             | 1er en division Atlantique | 11       | 6         | 5        | 54,5     | Défaite contre les Knicks de New York en demi-finale de conférence |
| Boston | 2025-2026 |                  |                  |                  |                  |                            |          |           |          |          |                                                                    |
| Total  | Total     | 246              | 182              | 64               | 74,0             |                            | 50       | 33        | 17       | 66,0     |                                                                    |

## Vie privée
Mazzulla est né à Johnston, Rhode Island. Il est le fils de l'entraîneur de basket-ball Dan Mazzulla (en), qui a joué au basket-ball universitaire à l'université Bryant et professionnellement pendant cinq ans au Chili. En 2007, Dan Mazzulla est intronisé au Bryant Hall of Fame. Il est décédé d'un cancer en avril 2020. Le frère cadet de Joe, Justin, a joué au basket-ball à l'université George Washington avant d'être transféré à l'université du Vermont,. Mazzulla et sa femme ont deux enfants.
Mazzulla est un fervent catholique.